# スティーブ・オルソノスキー
スティーブ・オルソノスキー（Steve Olsonoski、本名：Stephen L. Olsonoski、1954年7月3日 - ）は、アメリカ合衆国の元プロレスラー。ミネソタ州イーダイナ出身のポーランド系アメリカ人。
スティーブ・O（Steve O）の略称でも知られる。地元ミネソタのAWAを主戦場に、クリーンファイトを身上とする正統派の二枚目ベビーフェイスとして活躍した。

## 来歴
ミネソタ大学卒業後、体育教師を経て、AWAの総帥バーン・ガニアのレスリング・キャンプでトレーニングを受け1978年にデビュー（父親のラリー・オルソノスキーもミネソタ大学出身であり、ガニアとはアメリカンフットボールのチームメイトであったという）。
グリーンボーイ時代はブラックジャック・ランザ、ボビー・ダンカン、ボブ・オートン・ジュニアなどヒール勢のジョバーとなってキャリアを積む。1980年に入るとクラッシャー・ブラックウェルとの抗争で頭角を現し、ベビーフェイスの新鋭としてグレッグ・ガニアやディノ・ブラボー、ティト・サンタナらのパートナーに起用され、当時ジェシー・ベンチュラ&アドリアン・アドニスのイースト・ウエスト・コネクションが保持していたAWA世界タッグ王座にも挑戦した。
1980年の下期よりNWAジョージア地区（ジム・バーネット主宰のジョージア・チャンピオンシップ・レスリング）に転戦し、スタン・レーン、ミスター・サイトー、オレイ・アンダーソン、マスクド・スーパースター、ジョー・ルダックなど同地区のトップ・ヒールと対戦。1981年のニューイヤーズ・デイにはアトランタのオムニ・コロシアムにてレス・ソントンのNWA世界ジュニアヘビー級王座に挑戦、1月16日と2月8日にはケビン・サリバンとボビー・イートンからナショナルTV王座を奪取した。
ジョージアで活躍中の1981年4月、国際プロレスの『ビッグ・チャレンジ・シリーズ』に初来日。同時来日したポール・エラリングと共に「まだ見ぬ強豪」の1人として注目され、開幕戦ではアメリカに再修行に出ていた阿修羅・原の凱旋帰国第1戦の対戦相手を務め、最終戦の5月16日にはラッシャー木村のIWA世界ヘビー級王座に挑戦した（いずれも後楽園ホール大会）。なお、エラリングとオルソノスキーは1980年の初頭にAWAでタッグチームを組んでいたが、来日時はエラリングがヒールのポジションだったため、両者が組んでIWA世界タッグ王座に挑戦することはなかった。
帰国後もジョージアでは、5月29日にモンゴリアン・ストンパーを下してナショナル・ヘビー級王座を獲得。6月10日にはテッド・デビアスと組んでマイケル・ヘイズとテリー・ゴディのファビュラス・フリーバーズを破り、ナショナル・タッグ王座にも戴冠している。同年9月21日にはWWFのマディソン・スクエア・ガーデン定期戦にも出場しており、シングルマッチでロン・ショーから勝利を収めたほか、ペドロ・モラレス、ミル・マスカラス、リック・マーテル、キラー・カーン、アンジェロ・モスカ、カート・ヘニングらと共にバトルロイヤルにも参加した。
1982年より古巣のAWAに戻り、テキサス州サンアントニオのサウスウエスト・チャンピオンシップ・レスリングやテネシー州メンフィスのCWAなど、AWAの提携団体にも参戦。サンアントニオでは1983年のニューイヤーズ・デイに行われたサウスウエスト・ヘビー級王座の新王者決定トーナメントに出場したが、1回戦でアドリアン・アドニスに敗退した。
1984年1月、全日本プロレスの『新春ジャイアント・シリーズ』に再来日し、1月10日に室蘭にてジャンボ鶴田のインターナショナル・ヘビー級王座に挑戦。前年にブルーザー・ブロディを破って新王者となった鶴田の、2度目の防衛戦の相手を務めた（全日本プロレスの興行には1981年の国際プロレスへの初来日時にも顔を見せており、試合後のテリー・ファンクをリング上で介抱する姿がテレビでも放送された）。
以降もAWAを活動の拠点に、当時AWAを席巻していたロード・ウォリアーズや、後にAWA世界ヘビー級王者となるラリー・ズビスコらと対戦。ガニアがNWAのジム・クロケット・ジュニアらと共同で立ち上げたWWFの対抗勢力 "Pro Wrestling USA" の興行にも参加し、1985年4月21日にセントポールで開催されたビッグイベント "StarCage 1985" にはトム・ジンクとのコンビで出場した。
膝の故障もあって1980年代後半にセミリタイアするも、AWAには最末期まで単発参戦し、1990年にはスーパー・ニンジャ（Super Ninja）なる黒頭巾を被った忍者ギミックの覆面レスラーにも変身。ケン・パテラなどと対戦した。なお、スーパー・ニンジャは1986年にAWAで海外再修行を行っていた高野俊二が扮したキャラクターがオリジナルである。
AWA崩壊に伴い自身もリングを離れ、引退後はミネアポリスにて金融商品の投資アドバイザーとなって活動している。なお、近年も "Steve O" と名乗る選手がナッシュビルのインディー団体NWAメインイベント・レスリングなどに出場しているが、オルソノスキーとは別人である。

## 得意技
- ドロップキック
- バックフリップ
- アームドラッグ
- パワースラム
- ダイビング・エルボー・ドロップ
- スリーパー・ホールド

## 獲得タイトル
アメリカン・レスリング・アソシエーション
- AWAルーキー・オブ・ザ・イヤー：1978年度[2]

ジョージア・チャンピオンシップ・レスリング
- NWAナショナルTV王座：2回[7]
- NWAナショナル・ヘビー級王座：1回[9]
- NWAナショナル・タッグ王座：1回（w / テッド・デビアス）[10]